# Pluralisme de valeurs
En philosophie morale, le pluralisme de valeurs (aussi appelé pluralisme éthique ou pluralisme moral) est l'idée qu'il existe plusieurs valeurs qui peuvent être également correctes et fondamentales et pourtant en conflit les unes avec les autres. En outre, le pluralisme de valeurs postule que dans de nombreux cas, de telles valeurs incompatibles peuvent être incommensurables dans le sens où il n'y a pas d'ordre objectif qui s'applique à elles en termes d'importance. Le pluralisme de valeurs est opposé au « monisme de valeurs ».
Le pluralisme de valeurs est une théorie méta-éthique plutôt qu'une théorie de l'éthique normative ou un ensemble de valeurs en lui-même. Le philosophe et historien des idées Isaiah Berlin de l'université d'Oxford est crédité être le premier à populariser un travail substantiel décrivant la théorie objective de la pluralité de valeur, la portant à l'attention des milieux universitaires (cf. the Isaiah Berlin Virtual Library). L'idée apparentée que les valeurs fondamentales peuvent, et dans certains cas, entrent en conflit les unes avec les autres est importante dans la pensée de Max Weber, telle que saisie dans la notion de « polythéisme ».

## Contexte
Le pluralisme de valeurs constitue une alternative au relativisme moral comme à l'absolutisme moral (que Berlin appelle monisme). Un exemple de pluralisme de valeurs est l'idée que la vie morale d'une religieuse est incompatible avec celle d'une mère mais qu'il n'y a pourtant aucune mesure purement rationnelle de ce qui est préférable. Par conséquent, les décisions morales exigent souvent des préférences radicales sans calcul rationnel pour déterminer quelle alternative doit être choisie.
Le pluralisme de valeurs diffère du relativisme des valeurs en ce que le pluralisme accepte des limites aux différences comme lorsque les besoins vitaux de l'homme sont violés.

## Partisans
Isaiah Berlin a suggéré que James Fitzjames Stephen, plutôt que lui-même, méritait d'être crédité d'avoir créé le pluralisme de valeurs. Stephen écrit : 

« Il existe d'innombrables différences qui ajoutent évidemment à l'intérêt de la vie et sans lesquelles elle serait insupportablement ennuyeuse. Encore une fois, il existe des différences qui ne peuvent être ni laissées en suspens ni réglées sans une lutte, mais à l'égard desquelles la lutte se déroule plutôt entre les formes contradictoires du bien qu'entre le bien et le mal. Dans les cas de ce genre, personne ne doit voir plus qu'une occasion d'une plaisante épreuve de force et d'habileté, à l'exception des fanatiques bornés dont l'esprit est incapable de saisir plus d'une idée à la fois ou d'avoir un goût pour plus d'une unique chose, laquelle est généralement insignifiante. Il n'est aucune signe plus sûr d'un caractère méprisable, lâche et misérable que l'incapacité à mener des différends de ce genre avec équité, tempérance, humanité, bonne volonté à l'endroit des antagonistes et une disposition à accepter de bon cœur une défaite équitable et d'en tirer le meilleur »

William James, influencé par Fitzjames Stephen, adhère au pluralisme de valeur dans un essai intitulé The Moral Philosopher and the Moral Life (en) dont il donne lecture en 1891. Il écrit qu'aucune « des mesures [de] bonté qui ont été effectivement proposées n'ont cependant donné une satisfaction générale (...) Les différents idéaux n'ont aucun caractère en commun à part le fait que ce sont des idéaux. Aucun principe abstrait ne peut être utilisé de manière à donner au philosophe quoi que ce soit comme une échelle casuistique scientifiquement précise et véritablement utile. »
Joseph Raz et beaucoup d'autres ont développé d'autres travaux afin de clarifier et de défendre le pluralisme de valeurs. Le philosophe politique William Galston (en) par exemple, ancien conseiller politique du président Bill Clinton, a défendu une approche berlinienne du pluralisme de valeurs dans des ouvrages comme Liberal Pluralism.
Le psychologue social Philip E. Tetlock étudie, et s'identifie avec le pluralisme de valeurs.

## Critiques
Le philosophe Charles Blattberg (en), ancien étudiant de Berlin, a proposé une importante critique du pluralisme de valeurs de Berlin. Blattberg se concentre sur les applications du pluralisme de valeurs à Marx, à l'intelligentsia russe, au judaïsme et à la première pensée politique de Berlin, ainsi qu'aux conceptions de Berlin sur la liberté, les Lumières contre les Contre-Lumières et l'histoire.
Un autre critique important contemporain du pluralisme de valeurs est Ronald Dworkin, deuxième juriste américain le plus cité, qui tente de créer une théorie libérale de l'égalitarisme en partant d'un point de vue moniste, 
citant l'échec du pluralisme de valeurs à répondre adéquatement au débat « Égalité de quoi ? ». 
Alan Brown suggère que Berlin ne tient pas compte du fait que les valeurs sont en effet commensurables car elles peuvent être comparées selon leurs contributions différentes à l'égard du bien humain. En ce qui concerne les fins de la liberté, de l'égalité, de l'efficacité, de la créativité, etc., Brown soutient qu'aucune de ces valeurs n'est une fin en soi mais qu'elles sont appréciés pour leurs conséquences. Brown conclut que Berlin n'a pas réussi à montrer que le problème des valeurs contradictoires est insoluble, en principe. Le philosophe et théoricien politique Robert Talisse (en) a publié plusieurs articles critiquant le pluralisme de valeurs d'Isaiah Berlin, William Galston, Richard E. Flathman et John Gray, alléguant la logique informelle et des contradictions épistémologiques internes.

## Source de la traduction
- (en) Cet article est partiellement ou en totalité issu de l’article de Wikipédia en anglais intitulé « Value pluralism » (voir la liste des auteurs).